# 5997 Dirac
5997 Dirac este o planetă minoră (asteroid) din centura de asteroizi. A fost descoperită pe 1 octombrie 1983 la Observatorul Kleť de Antonín Mrkos și a fost numită după Paul Dirac. 
Obiectul prezintă o orbită caracterizată de o semiaxă mare de 2,2095939 UAi, o excentricitate de 0,17, o înclinație de 7,5537 ° în raport cu ecliptica.